# 2015–2016-os EHF-bajnokok ligája
A 2015–2016-os EHF Bajnokok Ligája az európai kézilabda-klubcsapatok legrangosabb tornájának 56. kiírása, ezen a néven pedig a 23. A bajnokság címvédője az FC Barcelona. A döntőben a lengyel KS Vive Tauron Kielce története során először nyerte meg a trófeát, miután hosszabbítás, és hétméteresek után legyőzték az MVM Veszprém KC-t. Magyarországról két csapat vett részt a küzdelmekben, a bajnoki címvédő MVM Veszprém KC döntőbe jutott és ezüstérmes lett, a bajnoki ezüstérmes Pick Szeged pedig a nyolcaddöntőig jutott.
A részt vevő csapatok számát erre a szezonra 28-ra növelték, és a lebonyolításon is változtattak.
A sorozat történetében először a Final Fouron engedélyezték a videóbíró használatát. Az első elődöntőn, a Kielce–PSG mérkőzés utolsó perceiben a Igor Vori, a PSG játékosa könyökével eltalálta Tobias Reichmann arcát. Az esetet a játékvezetők nem vették észre, de igénybe vették a videóbírót, a vétkes játékost pedig piros lappal kiállították.

## Lebonyolítás
27 csapat került egyből a csoportkörbe, a 28. helyről egy kvalifikációs torna döntött, amelyen négy csapat vett részt.
A csoportkörbe jutott 28 csapatot négy csoportba sorolták. Az A és B csoportba nyolc-nyolc csapat került, a C és D csoportba pedig hat-hat csapat. Az A és B csoportba sorolták az erősebb csapatokat, a C és D-be pedig a gyengébbeket. Az A és B csoportból a csoportgyőztes egyből a negyeddöntőbe jutott, a 2-6. helyezettek pedig a nyolcaddöntőbe. A C és D csoport 12 csapatából összesen kettő juthatott a nyolcaddöntőbe úgy, hogy a C csoport első két helyezettje a D csoport első két helyezettjével egy oda-vissza vágóban döntöttél el ennek sorsát.
A negyeddöntőből továbbjutó csapatok jutottak a 2016. május 28-29-én megrendezett kölni Final Fourba, ahol eldőlt a bajnoki cím sorsa.

## Csapatok
Ebben a Bajnokok Ligája szezonban a következő csapatok indultak:
| A és B csoport     | A és B csoport        | A és B csoport    | A és B csoport      |
| ------------------ | --------------------- | ----------------- | ------------------- |
| Zagreb             | KIF Kolding København | Montpellier       | Paris Saint-Germain |
| Rhein-Neckar Löwen | Flensburg-Handewitt   | THW Kiel          | Pick Szeged         |
| MVM Veszprém KC    | Vardar Szkopje        | Vive Targi Kielce | Wisła Płock         |
| RK Celje           | Barcelona             | IFK Kristianstad  | Beşiktaş            |
| C és D csoport     |                       |                   |                     |
| Meskov Breszt      | Skjern Håndbold       | Metalurg Szkopje  | Porto               |
| HC Baia Mare       | Csehovszkije Medvegyi | Vojvodina         | Tatran Prešov       |
| Logroño            | Kadetten Schaffhausen | Motor Zaporizzsja |                     |
| Selejtező          |                       |                   |                     |
| Alpla HC Hard      | RK Banja Luka         | Limburg Lions     | Elverum Håndball    |

## Selejtező
A selejtezőcsoport mérkőzéseit az RK Banja Luka otthonában Boszniában rendezték. A győztes norvég Elverum Håndball szerzett jogot a főtáblán való indulásra.
|  |                  |                  |               |               |    |                  |                  |       |
|  | Elődöntők        | Elődöntők        | Elődöntők     |               |    | Döntő            | Döntő            | Döntő |
|  | Elődöntők        | Elődöntők        | Elődöntők     |               |    | Döntő            | Döntő            | Döntő |
|  | szeptember 5.    |                  |               |               |    |                  |                  |       |
|  |                  |                  |               |               |    |                  |                  |       |
|  | Elverum Håndball | Elverum Håndball | 35            |               |    |                  |                  |       |
|  | Elverum Håndball | Elverum Håndball | 35            | szeptember 6. |    |                  |                  |       |
|  | Limburg Lions    | Limburg Lions    | 30            |               |    |                  |                  |       |
|  | Limburg Lions    | Limburg Lions    | 30            |               |    | Elverum Håndball | Elverum Håndball | 28    |
|  | szeptember 5.    |                  |               |               |    | Elverum Håndball | Elverum Håndball | 28    |
|  |                  |                  | Alpla HC Hard | Alpla HC Hard | 25 |                  |                  |       |
|  | Alpla HC Hard    | Alpla HC Hard    | Alpla HC Hard | Alpla HC Hard | 25 | 35               |                  |       |
|  | Alpla HC Hard    | Alpla HC Hard    |               |               |    |                  |                  |       |
|  | RK Banja Luka    | RK Banja Luka    | 33            |               |    |                  |                  |       |
|  | RK Banja Luka    | RK Banja Luka    | 33            | Bronzmérkőzés |    |                  |                  |       |
|  |                  |                  |               |               |    |                  |                  |       |
|  | szeptember 6.    |                  |               |               |    |                  |                  |       |
|  |                  |                  |               |               |    |                  |                  |       |
|  | Limburg Lions    | Limburg Lions    | 33            |               |    |                  |                  |       |
|  | Limburg Lions    | Limburg Lions    | 33            |               |    |                  |                  |       |
|  | RK Banja Luka    | RK Banja Luka    | 29            |               |    |                  |                  |       |
|  | RK Banja Luka    | RK Banja Luka    | 29            |               |    |                  |                  |       |

## Csoportkör

### A csoport
| #  | Csapat              | M  | Gy | D | V  | G+  | G–  | Gk   | P  |
| -- | ------------------- | -- | -- | - | -- | --- | --- | ---- | -- |
| 1. | Paris Saint-Germain | 14 | 12 | 0 | 2  | 442 | 389 | +53  | 24 |
| 2. | MVM Veszprém KC     | 14 | 11 | 1 | 2  | 402 | 364 | +38  | 23 |
| 3. | Flensburg-Handewitt | 14 | 10 | 0 | 4  | 429 | 380 | +49  | 20 |
| 4. | THW Kiel            | 14 | 8  | 1 | 5  | 400 | 388 | +12  | 17 |
| 5. | RK Zagreb           | 14 | 5  | 1 | 8  | 358 | 367 | –9   | 11 |
| 6. | Wisła Płock         | 14 | 3  | 2 | 9  | 372 | 397 | –25  | 8  |
| 7. | RK Celje            | 14 | 3  | 1 | 10 | 385 | 398 | –13  | 7  |
| 8. | Beşiktaş            | 14 | 1  | 0 | 13 | 382 | 487 | –105 | 2  |

| PSG   | VES   | FLE   | THW   | ZAG   | PLO   | CEL   | BES   |
| ----- | ----- | ----- | ----- | ----- | ----- | ----- | ----- |
|       | 29-27 | 35-32 | 37-30 | 34-23 | 29-24 | 32-27 | 40-28 |
| 28-20 |       | 28-24 | 29-27 | 27-25 | 27-25 | 34-28 | 33-25 |
| 39-32 | 28-29 |       | 37-27 | 28-27 | 27-25 | 30-20 | 33-25 |
| 26-30 | 25-24 | 27-23 |       | 31-29 | 26-24 | 35-32 | 32-21 |
| 23-25 | 20-21 | 23-30 | 29-22 |       | 29-25 | 24-23 | 32-26 |
| 22-27 | 27-27 | 30-34 | 23-37 | 23-23 |       | 26-31 | 32-26 |
| 30-32 | 27-30 | 26-30 | 23-23 | 20-21 | 25-28 |       | 43-29 |
| 30-40 | 34-38 | 26-34 | 27-32 | 32-30 | 29-38 | 24-30 |       |

### B csoport
| #  | Csapat             | M  | Gy | D | V  | G+  | G–  | Gk  | P  |
| -- | ------------------ | -- | -- | - | -- | --- | --- | --- | -- |
| 1. | FC Barcelona       | 14 | 11 | 1 | 2  | 423 | 372 | +51 | 23 |
| 2. | Vive Targi Kielce  | 14 | 9  | 3 | 2  | 425 | 399 | +26 | 21 |
| 3. | Vardar Szkopje     | 14 | 9  | 0 | 5  | 416 | 373 | +43 | 18 |
| 4. | Rhein-Neckar Löwen | 14 | 8  | 1 | 5  | 369 | 353 | +16 | 17 |
| 5. | Pick Szeged        | 14 | 7  | 1 | 6  | 404 | 390 | +14 | 15 |
| 6. | Montpellier        | 14 | 3  | 1 | 10 | 372 | 413 | –41 | 7  |
| 7. | IFK Kristianstad   | 14 | 3  | 1 | 10 | 409 | 437 | –28 | 7  |
| 8. | KIF Kolding        | 14 | 2  | 0 | 12 | 348 | 429 | –81 | 4  |

| BAR   | KIE   | VAR   | LÖW   | SZE   | MON   | KRI   | KOL   |
| ----- | ----- | ----- | ----- | ----- | ----- | ----- | ----- |
|       | 31-33 | 31-30 | 26-20 | 30-25 | 37-27 | 34-32 | 28-25 |
| 30-30 |       | 23-20 | 28-27 | 27-26 | 30-23 | 35-27 | 33-31 |
| 25-27 | 34-24 |       | 25-19 | 27-23 | 34-26 | 38-36 | 34-24 |
| 22-21 | 32-32 | 28-27 |       | 30-25 | 25-21 | 29-20 | 24-20 |
| 28-30 | 31-30 | 29-31 | 30-24 |       | 28-27 | 35-28 | 34-23 |
| 23-31 | 27-32 | 25-30 | 28-30 | 29-29 |       | 30-26 | 30-25 |
| 24-31 | 35-35 | 25-30 | 32-29 | 32-34 | 29-30 |       | 33-26 |
| 28-36 | 25-33 | 33-31 | 18-30 | 22-27 | 27-26 | 21-30 |       |

### C csoport
| #  | Csapat                | M  | Gy | D | V | G+  | G–  | Gk  | P  |
| -- | --------------------- | -- | -- | - | - | --- | --- | --- | -- |
| 1. | Meskov Breszt         | 10 | 8  | 0 | 2 | 321 | 264 | +57 | 16 |
| 2. | Logroño               | 10 | 7  | 0 | 3 | 298 | 270 | +28 | 14 |
| 3. | Porto                 | 10 | 7  | 0 | 3 | 296 | 265 | +31 | 14 |
| 4. | Csehovszkije Medvegyi | 10 | 4  | 0 | 6 | 271 | 292 | –21 | 8  |
| 5. | Vojvodina             | 10 | 2  | 0 | 8 | 241 | 297 | –56 | 4  |
| 6. | Tatran Prešov         | 10 | 2  | 0 | 8 | 240 | 279 | –39 | 4  |

| BRE   | LOG   | POR   | MED   | PRE   | VOJ   |
| ----- | ----- | ----- | ----- | ----- | ----- |
|       | 31-33 | 34-27 | 32-26 | 34-22 | 32-26 |
| 28-32 |       | 30-23 | 30-26 | 31-22 | 37-29 |
| 29-28 | 35-31 |       | 31-27 | 37-15 | 33-23 |
| 27-33 | 27-26 | 30-29 |       | 34-30 | 29-28 |
| 26-35 | 26-31 | 23-27 | 26-24 |       | 24-25 |
| 20-30 | 19-21 | 24-25 | 27-21 | 19-27 |       |

### D csoport
| #  | Csapat                | M  | Gy | D | V | G+  | G–  | Gk  | P  |
| -- | --------------------- | -- | -- | - | - | --- | --- | --- | -- |
| 1. | Motor Zaporizzsja     | 10 | 7  | 1 | 2 | 296 | 277 | +19 | 15 |
| 2. | Skjern Håndbold       | 10 | 6  | 2 | 2 | 293 | 271 | +22 | 14 |
| 3. | Kadetten Schaffhausen | 10 | 5  | 1 | 4 | 270 | 270 | 0   | 11 |
| 4. | HC Baia Mare          | 10 | 3  | 3 | 4 | 264 | 268 | –4  | 9  |
| 5. | Elverum Håndball      | 10 | 3  | 1 | 6 | 274 | 289 | –15 | 7  |
| 6. | Metalurg Szkopje      | 10 | 2  | 0 | 8 | 219 | 241 | –22 | 4  |

| ZAP   | SKJ   | KAD   | BAI   | ELV   | MET   |
| ----- | ----- | ----- | ----- | ----- | ----- |
|       | 31-26 | 31-23 | 25-23 | 33-30 | 30-24 |
| 36-36 |       | 25-29 | 32-28 | 34-29 | 20-19 |
| 30-27 | 24-30 |       | 24-23 | 30-31 | 27-17 |
| 35-30 | 28-28 | 31-31 |       | 24-29 | 21-20 |
| 29-30 | 23-37 | 27-28 | 28-28 |       | 29-23 |
| 21-23 | 24-25 | 28-24 | 21-23 | 22-19 |       |

### Rájátszás
A C és D csoport első két helyezettje egy-egy oda-vissza vágós rájátszásban harcolhatja ki a legjobb 12 közé jutást.
| 1. csapat       | Össz. | 2. csapat         | 1. mérk. | 2. mérk. |
| --------------- | ----- | ----------------- | -------- | -------- |
| Logroño         | 67–70 | Motor Zaporizzsja | 30–31    | 37–39    |
| Skjern Håndbold | 54–58 | Meskov Breszt     | 31–31    | 23–27    |

## Egyenes kieséses szakasz
Az egyenes kieséses szakaszba 12 csapat jutott. Az A és B csoport győztesei automatikusan a negyeddöntőbe kerültek, a 2-6. helyezettek a nyolcaddöntőbe.

### Nyolcaddöntők
| 1. csapat         | Össz. | 2. csapat           | 1. mérk. | 2. mérk. |
| ----------------- | ----- | ------------------- | -------- | -------- |
| Motor Zaporizzsja | 52–70 | MVM Veszprém KC     | 24–29    | 28–41    |
| Meskov Breszt     | 58–65 | Vive Targi Kielce   | 28–32    | 30–33    |
| Montpellier       | 57–59 | Flensburg-Handewitt | 27–28    | 30–31    |
| Wisła Płock       | 54–55 | Vardar Szkopje      | 30–30    | 24–25    |
| Pick Szeged       | 62–65 | THW Kiel            | 33–29    | 29-36    |
| Zagreb            | 54–53 | Rhein-Neckar Löwen  | 23–24    | 31–29    |

### Negyeddöntők
| 1. csapat           | Össz. | 2. csapat           | 1. mérk. | 2. mérk. |
| ------------------- | ----- | ------------------- | -------- | -------- |
| Zagreb              | 52–60 | Paris Saint-Germain | 20–28    | 32–32    |
| THW Kiel            | 59–57 | Barcelona           | 29–24    | 30–33    |
| Vardar Szkopje      | 56–59 | MVM Veszprém KC     | 26–29    | 30–30    |
| Flensburg-Handewitt | 56–57 | Vive Targi Kielce   | 28–28    | 28–29    |

### Final Four
A Final Four-t a Lanxess Arenában, Kölnben rendezték.
|  |                     |                     |                 |                 |        |                   |                   |        |
|  | Elődöntők           | Elődöntők           | Elődöntők       |                 |        | Döntő             | Döntő             | Döntő  |
|  | Elődöntők           | Elődöntők           | Elődöntők       |                 |        | Döntő             | Döntő             | Döntő  |
|  | május 28.           |                     |                 |                 |        |                   |                   |        |
|  |                     |                     |                 |                 |        |                   |                   |        |
|  | Vive Targi Kielce   | Vive Targi Kielce   | 28              |                 |        |                   |                   |        |
|  | Vive Targi Kielce   | Vive Targi Kielce   | 28              | május 29.       |        |                   |                   |        |
|  | Paris Saint-Germain | Paris Saint-Germain | 26              |                 |        |                   |                   |        |
|  | Paris Saint-Germain | Paris Saint-Germain | 26              |                 |        | Vive Targi Kielce | Vive Targi Kielce | 35 (4) |
|  | május 28.           |                     |                 |                 |        | Vive Targi Kielce | Vive Targi Kielce | 35 (4) |
|  |                     |                     | MVM Veszprém KC | MVM Veszprém KC | 35 (3) |                   |                   |        |
|  | THW Kiel            | THW Kiel            | MVM Veszprém KC | MVM Veszprém KC | 35 (3) | 28                |                   |        |
|  | THW Kiel            | THW Kiel            |                 |                 |        |                   |                   |        |
|  | MVM Veszprém KC     | MVM Veszprém KC     | 31              |                 |        |                   |                   |        |
|  | MVM Veszprém KC     | MVM Veszprém KC     | 31              | Bronzmérkőzés   |        |                   |                   |        |
|  |                     |                     |                 |                 |        |                   |                   |        |
|  | május 29.           |                     |                 |                 |        |                   |                   |        |
|  |                     |                     |                 |                 |        |                   |                   |        |
|  | Paris Saint-Germain | Paris Saint-Germain | 29              |                 |        |                   |                   |        |
|  | Paris Saint-Germain | Paris Saint-Germain | 29              |                 |        |                   |                   |        |
|  | THW Kiel            | THW Kiel            | 27              |                 |        |                   |                   |        |
|  | THW Kiel            | THW Kiel            | 27              |                 |        |                   |                   |        |

#### Elődöntők
| 2016. május 28. 15:15 | Vive Targi Kielce | 28–26       | Paris Saint-Germain | Lanxess Arena, Köln Nézőszám: 19 250 Játékvezetők: Geipel, Helbig (GER) |
| 2016. május 28. 15:15 | Jurecki 6         | (16–16)     | Hansen 10           | Lanxess Arena, Köln Nézőszám: 19 250 Játékvezetők: Geipel, Helbig (GER) |
| 2016. május 28. 15:15 | 9× 2× 1×          | Jegyzőkönyv | 4× 3× 1×            | Lanxess Arena, Köln Nézőszám: 19 250 Játékvezetők: Geipel, Helbig (GER) |

| 2016. május 28. 18:00 | THW Kiel | 28–31 (h. u.)  | MVM Veszprém KC | Lanxess Arena, Köln Nézőszám: 19 250 Játékvezetők: Togstad, Kristiansen (NOR) |
| 2016. május 28. 18:00 | Vujin 8  | (15–12, 25–25) | Ilić 8          | Lanxess Arena, Köln Nézőszám: 19 250 Játékvezetők: Togstad, Kristiansen (NOR) |
| 2016. május 28. 18:00 | 4× 3×    | Jegyzőkönyv    | 3× 3×           | Lanxess Arena, Köln Nézőszám: 19 250 Játékvezetők: Togstad, Kristiansen (NOR) |

#### Bronzmérkőzés
| 2016. május 29. 15:15 | Paris Saint-Germain | 29–27       | THW Kiel    | Lanxess Arena, Köln Nézőszám: 19 250 Játékvezetők: Elíasson, Pálsson (ISL) |
| 2016. május 29. 15:15 | Hansen 10           | (15–11)     | Dissinger 8 | Lanxess Arena, Köln Nézőszám: 19 250 Játékvezetők: Elíasson, Pálsson (ISL) |
| 2016. május 29. 15:15 | 6× 3×               | Jegyzőkönyv | 3× 3× 1×    | Lanxess Arena, Köln Nézőszám: 19 250 Játékvezetők: Elíasson, Pálsson (ISL) |

#### Döntő
| 2016. május 29. 18:00 | Vive Targi Kielce | 39–38                 | MVM Veszprém KC  | Lanxess Arena, Köln Nézőszám: 19 250 Játékvezetők: López, Ramírez (ESP) |
| 2016. május 29. 18:00 | Reichmann 9       | (13–17, 29-29, 35-35) | Ilić 7, Ugalde 7 | Lanxess Arena, Köln Nézőszám: 19 250 Játékvezetők: López, Ramírez (ESP) |
| 2016. május 29. 18:00 | 5× 3×             | Jegyzőkönyv           | 6× 3×            | Lanxess Arena, Köln Nézőszám: 19 250 Játékvezetők: López, Ramírez (ESP) |
| 2016. május 29. 18:00 | Büntetőpárbaj:    |                       |                  | Lanxess Arena, Köln Nézőszám: 19 250 Játékvezetők: López, Ramírez (ESP) |
| 2016. május 29. 18:00 | 4-3               |                       |                  | Lanxess Arena, Köln Nézőszám: 19 250 Játékvezetők: López, Ramírez (ESP) |

## Statisztikák

### Góllövőlista
| #  | Játékos           | Csapat                 | Gól |
| -- | ----------------- | ---------------------- | --- |
| 1. | Mikkel Hansen     | Paris Saint-Germain    | 141 |
| 2. | Momir Ilić        | MVM Veszprém KC        | 120 |
| 3. | Kiril Lazarov     | FC Barcelona           | 109 |
| 4. | Marko Vujin       | THW Kiel               | 103 |
| 5. | Dean Bombač       | Pick Szeged            | 101 |
| 6. | Michał Jurecki    | Vive Targi Kielce      | 93  |
| 6. | Domagoj Duvnjak   | THW Kiel               | 93  |
| 8. | Anders Eggert     | SG Flensburg-Handewitt | 90  |
| 8. | Nikola Karabatić  | Paris Saint-Germain    | 90  |
| 8. | Borisz Puhovszkij | HC Motor Zaporizzsja   | 90  |

### All-star csapat
- Kapus:  Niklas Landin Jacobsen
- Jobbszélső:  Gašper Marguč
- Jobbátlövő:  Kiril Lazarov
- Irányító:  Dean Bombač
- Beállós:  Rastko Stojković
- Balátlövő:  Momir Ilić
- Balszélső:  Manuel Štrlek

### További díjak
- Legjobb edző:  Xavier Sabaté
- Legjobb fiatal játékos:  Darko Ðukić
- Legjobb védőjátékos:  Schuch Timuzsin